# Brunnenkapelle (Sankt Florian)

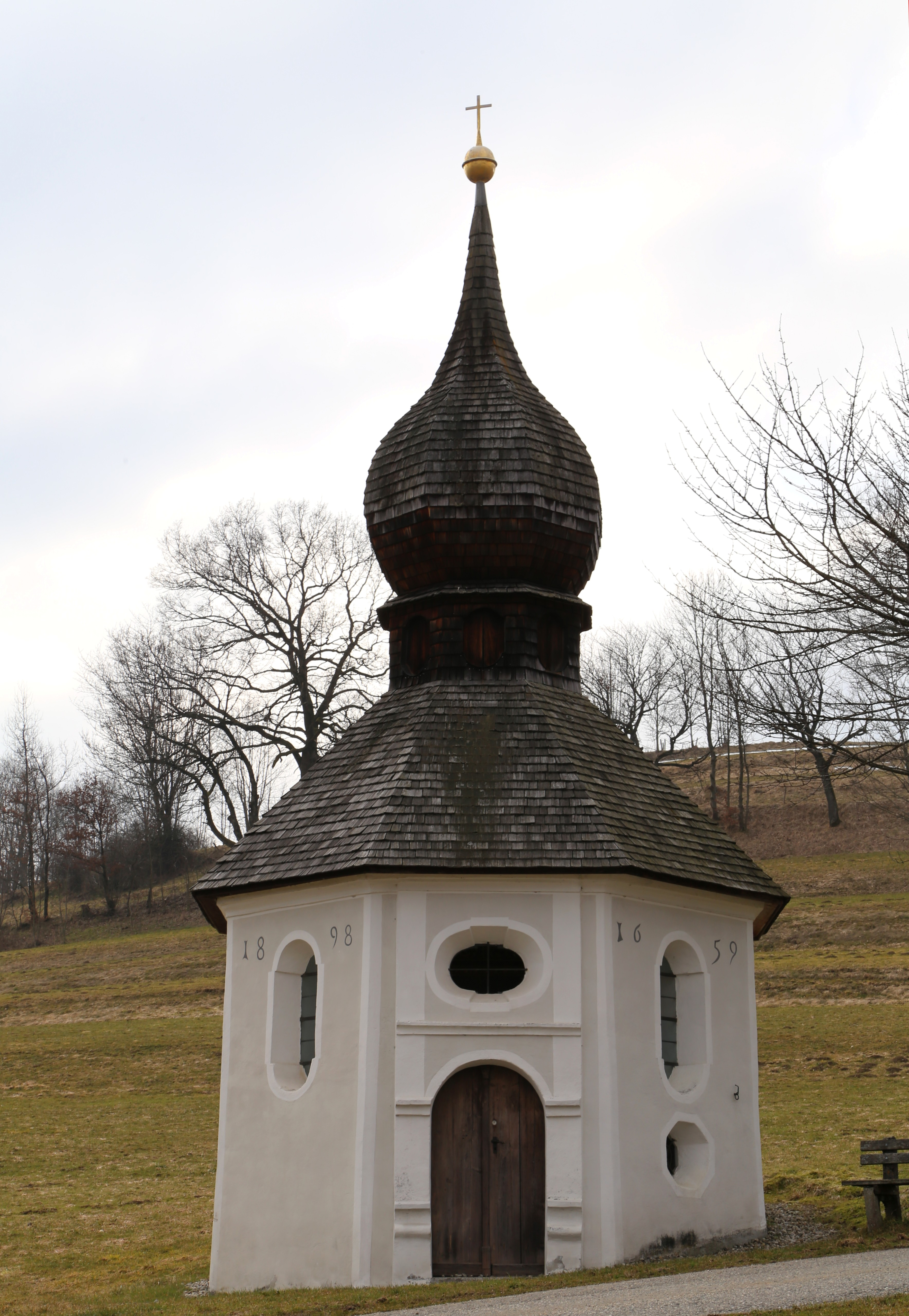
Brunnenkapelle in Sankt Florian

Die Brunnenkapelle in Sankt Florian, einem Ortsteil der Gemeinde Frasdorf im oberbayerischen Landkreis Rosenheim, wurde 1659 von Georg Steindlmüller dem Älteren errichtet. Die barocke Kapelle, die über einer gefassten Quelle erbaut wurde, ist ein geschütztes Baudenkmal.
Der achteckige Bau mit schindelgedecktem Zeltdach und Laterne mit Zwiebelhaube hat eine ebenfalls denkmalgeschützte Ausstattung.
Der Altar mit Rahmenretabel aus dem Jahr 1661 wurde von Sebastian Lettenpichler geschaffen. Das Altarblatt mit der Darstellung Jesus heilt einen Lahmen am Teich Bethesda stammt von Peter Weißpacher.